# Club Patín Roller Oviedo
El Club Patín Roller Oviedo, cuya denominación comercial en la actualidad es Oviedo Roller H.C., es un club deportivo de hockey sobre patines con sede en Oviedo, Asturias (España).

## Historia
Nació en el año 1994 como escisión del Oviedo Hockey Club, debido a graves desavenencias entre varios directivos, socios y jugadores de aquel club.
En 2008 ascendió a Primera División nacional al vencer por 4-1 al Tenis de Santander en el partido decisivo por la única plaza que otorgaba la fase de ascenso. En 2011 descendió a Primera División B, junto con C.P. Burgos y H.C. Borbolla, tras terminar 14º en Primera División Nacional.
En la temporada 2013-2014 el club asciende a Segunda División y por falta de patrocinio no puede llevar a cabo el ascenso.
En septiembre del 2014 y después de un cambio de directiva, un joven grupo de padres cargado de ilusion y entusiasmo retomaron las riendas de la dirección del Club. 